# Eigenmannia nigra
Espèce
Eigenmannia nigra est une espèce de poissons gymnotiformes de la famille des Sternopygidae.

## Distribution
Cette espèce se rencontre au Venezuela, en Colombie, au Brésil et en Guyana dans les bassins du Rupununi et du Rio Negro.

## Description
C'est un Poisson électrique qui mesure jusqu'à 476 mm.

## Publication originale
- Mago-Leccia, 1994 : Electric fishes of the continental waters of America. Caracas, Fundacion para el Desarrollo de las Ciencias Fisicas, Matematicas y Naturales, p. 1-206.